# Курсель (Бельгия)
Курсе́ль (фр. Courcelles, валлон. Courcele) — коммуна в Валлонии, расположенная в провинции Эно, округ Шарлеруа. Принадлежит Французскому языковому сообществу Бельгии. На площади 48,04 км² проживают 29 626 человек (плотность населения — 670 чел./км²), из которых 48,04 % — мужчины и 51,96 % — женщины. Средний годовой доход на душу населения в 2003 году составлял 10 759 евро.
Почтовые коды: 6180—6183. Телефонный код: 071.